# استان بکول
استان بکول (به عربی: بکول) یک منطقهٔ مسکونی در سومالی است که در سومالی واقع شده‌است.